# Saison 2007-2008 du Werder Brême
Chronologie
Saison précédente Saison suivante
La saison 2007-2008 du Werder Brême est la 27e saison consécutive du club au plus haut niveau. Pour cette saison, le Werder est engagé en Ligue des Champions, à la suite de sa troisième place acquise l'année précédente.

## Résumé de la saison
Le Werder dispute le troisième tour de qualification en Ligue des champions, tout comme Liverpool et Glasgow. Et c'est face à Liverpool que le Werder dispute un match amical le 17 juillet à Granges (Suisse), se terminant sur le score de 3-2. Auparavant, Brême avait concédé également une défaite à Bâle (2-0). Pour son 3e match amical, le Werder s'incline encore une fois, cette fois-ci face à Paderborn, club de seconde division, et perd Torsten Frings, blessé au genou droit. 
En Coupe de la Ligue, le Werder se fait sortir lourdement par le Bayern Munich 4-1, grâce à un doublé de Ribéry, recrue du Bayern à l'intersaison.
Miroslav Klose, qui avait prolongé son contrat, quitte le Werder, pour rejoindre justement Munich. Il est remplacé un mois plus tard par Boubacar Sanogo, du Hambourg SV.
Lors de la resprise du championnat, Brême commence par un match nul à Bochum, avant de se faire étriller chez lui 4-0 par le Bayern Munich. La 1re victoire est acquise à Nuremberg, grâce à un but de Harnik, intégré cette saison dans l'équipe première. 
En Ligue des Champions, le Werder s'impose lors du match aller du troisième tour de qualification face au Dinamo Zagreb (2-1). Au match retour, le Werder se qualifie pour les phases de groupes, grâce à une nouvelle victoire 3-2 (Diego (x2), Sanogo). 
Lors de la phase de groupe, le Werder se retrouve dans le groupe C, en compagnie du Real Madrid, de la Lazio Rome et de l'Olympiakos. À l'inverse de la saison 2006-07, le Werder se mesurera à des équipes à sa portée, mis à part le Real Madrid qui reste le favori de ce groupe. Mais avec 2 défaites en 2 matches de Ligue des Champions, le Werder se place à la dernière place du classement. Les résultats en championnats sont également moyens, avec une nouvelle défaite face à Dortmund 3-0. 
En championnat et en Coupe d'Europe, le Werder se rattrape, et remonte petit à petit au classement. Preuve de ce renouveau, le carton plein obtenu face à Bielefeld 8-1, mais aussi les larges victoires face à Berlin et Stuttgart (4-1). 
Mais une nouvelle fois, le club devra faire avec l'absence de Frings, de nouveau blessé.
En championnat, Brême continue sa route en avant. Il a même l'occasion de prendre la tête du classement avec le match nul du Bayern, mais chute à Hanovre. La même semaine, le Werder loupe la qualification en Ligue des Champions, en chutant lourdement au Pirée. Avec la 3e place du groupe, le Werder est reversé en Coupe de l'UEFA.
Son adversaire, le Sporting Braga, est connu le 21 décembre à Nyon. 
À la mi-saison en championnat, le Werder reste à l'affut, et à égalité de points avec Munich, ce qui promet une belle course poursuite en 2008, avec au bout un titre de Champion d'Allemagne. 
Justement, lors de la confrontation entre les deux premiers du championnat, le Werder accroche le match nul, grâce notamment à Tim Wiese qui arrêta un pénalty. En Coupe d'Europe, le Werder se défait facilement de Braga 3-0 et 1-0. Il affrontera début mars les Glasgow Rangers, club écossais, pour une place en 1/4 de finale.
Lors du match aller, Brême s'incline 2-0 sur le terrain des Rangers. La même semaine en championnat, les coéquipiers de Per Mertesacker voient leur chance de titre s'éloigner, en perdant lors du choc face à Stuttgart 6-3. Au lendemain de cette défaite, le manager général du Werder, Klaus Allofs, avoua ne plus croire au titre, et se tourner désormais vers une accession en Ligue des champions.
Mais le Werder enchaîne les mauvais résultats, ce qui le fait tomber du podium. Après la 26e journée, il est au plus mal au classement, devenant 5e derrière Leverkusen
Mais Brême se rattrape bien, et se replace en seconde position, après sa large victoire face à Schalke 5-1.

## Effectif
| N° | Nom                | Poste     | Naissance                         | Nationalité sportive   | Sélections      |
| 1  | Tim Wiese          | Gardien   | 17 décembre 1981 à Bergisch       | Allemagne              | Allemagne A     |
| 33 | Christian Vander   | Gardien   | 24 octobre 1980 à Willich         | Allemagne              |                 |
| 40 | Nico Pellatz       | Gardien   | 8 juillet 1986 à Berlin           | Allemagne              |                 |
| 2  | Sebastian Boenisch | Défenseur | 1er février 1987 à Gliwice (Pol.) | Allemagne / Pologne    | All. -21ans     |
| 3  | Petri Pasanen      | Défenseur | 24 septembre 1980 à Lahti         | Finlande               | Finlande A      |
| 4  | Naldo              | Défenseur | 10 septembre 1982 à Londrina      | Brésil                 | Brésil A        |
| 5  | Pierre Womé        | Défenseur | 26 mars 1979 à Douala             | Cameroun               | Cameroun A      |
| 8  | Clemens Fritz      | Défenseur | 7 décembre 1980 à Erfurt          | Allemagne              | Allemagne A     |
| 13 | Duško Tošić        | Défenseur | 19 janvier 1985 à Orlovat         | Serbie                 | Serbie A        |
| 15 | Patrick Owomoyela  | Défenseur | 5 novembre 1979 à Hambourg        | Allemagne / Nigeria    | Allemagne A     |
| 29 | Per Mertesacker    | Défenseur | 28 septembre 1984 à Hanovre       | Allemagne              | Allemagne A     |
| 6  | Frank Baumann      | Milieu    | 29 octobre 1975 à Wurtzbourg      | Allemagne              | Allemagne A     |
| 7  | Jurica Vranješ     | Milieu    | 31 janvier 1980 à Osijek          | Croatie                | Croatie A       |
| 10 | Diego              | Milieu    | 18 février 1985 à Ribeirão Preto  | Brésil / Italie        | Brésil A        |
| 11 | Mesut Özil         | Milieu    | 15 octobre 1988 à Gelsenkirchen   | Allemagne              | All. -21ans     |
| 20 | Daniel Jensen      | Milieu    | 25 juin 1979 à Copenhague         | Danemark               | Danemark A      |
| 22 | Torsten Frings     | Milieu    | 22 novembre 1976 à Würselen       | Allemagne              | Allemagne A     |
| 24 | Tim Borowski       | Milieu    | 2 mai 1980 à Neubrandenbourg      | Allemagne / Pologne    | Allemagne A     |
| 25 | Peter Niemeyer     | Milieu    | 22 novembre 1983 à Riesenbeck     | Allemagne              |                 |
| 31 | Kevin Artmann      | Milieu    | 21 avril 1986 à Duderstadt        | Allemagne              | All. -20ans     |
| 36 | Max Kruse          | Milieu    | 19 mars 1988 à Reinbek            | Allemagne              | All. -20ans     |
| 38 | Amaury Bischoff    | Milieu    | 31 mars 1987 à Colmar             | France                 | Fra. -18ans     |
| 9  | Markus Rosenberg   | Attaquant | 27 septembre 1982 à Malmö         | Suède                  | Suède A         |
| 14 | Aaron Hunt         | Attaquant | 4 septembre 1986 à Goslar         | Allemagne / Angleterre | Allemagne Esp.  |
| 17 | Ivan Klasnić       | Attaquant | 29 janvier 1980 à Hambourg        | Croatie                | Croatie A       |
| 18 | Boubacar Sanogo    | Attaquant | 17 décembre 1982 à Dimbokro       | Côte d'Ivoire          | Côte d'Ivoire A |
| 23 | Hugo Almeida       | Attaquant | 23 mai 1984 à Figueira da Foz     | Portugal               | Portugal A      |
| 28 | Kevin Schindler    | Attaquant | 21 mai 1988 à Delmenhorst         | Allemagne              | All. -19ans     |
| 34 | Martin Harnik      | Attaquant | 10 juin 1987 à Hambourg (All.)    | Autriche               | Autriche A      |

### Transferts
| Type de transfert | Nom                 | Contrat             | Destination     |
| Arrivée           | Mesut Özil          | Transfert (3 ans ½) | Schalke 04      |
| Départs           | Leon Andreasen      | Transfert (3 ans ½) | Fulham          |
| Départs           | Carlos Alberto      | Prêt (6 mois)       | São Paulo FC    |
| Départs           | John Jairo Mosquera | Prêt (6 mois)       | Aix-la-Chapelle |

### Statistiques individuelles
(au 11 mai 2008, après la 33e journée)

NB : M. : Matches joués, T. : Titulaire, R. : Remplaçant,  : Buts inscrits,  : Passes décisives délivrées,  : Cartons jaunes reçus,  : Cartons rouges reçus
| N°    | Poste     | Joueur         | M. | T. | R. |    |   |   |   |
| ----- | --------- | -------------- | -- | -- | -- | -- | - | - | - |
| 1     | Gardien   | Wiese          | 31 | 31 | 0  | 0  | 0 | 4 | 0 |
| 2     | Défenseur | / Boenisch     | 9  | 6  | 3  | 1  | 0 | 0 | 0 |
| 3     | Défenseur | Pasanen        | 28 | 27 | 1  | 2  | 3 | 1 | 0 |
| 4     | Défenseur | Naldo          | 32 | 32 | 0  | 3  | 1 | 3 | 1 |
| 5     | Défenseur | Womé           | 0  | 0  | 0  | 0  | 0 | 0 | 0 |
| 6     | Milieu    | Baumann        | 23 | 21 | 2  | 1  | 0 | 3 | 1 |
| 7     | Milieu    | Vranješ        | 22 | 13 | 9  | 0  | 1 | 2 | 1 |
| 8     | Défenseur | Fritz          | 22 | 19 | 3  | 1  | 0 | 4 | 0 |
| 9     | Attaquant | Rosenberg      | 30 | 21 | 9  | 14 | 7 | 4 | 0 |
| 10    | Milieu    | / Diego        | 30 | 30 | 0  | 13 | 9 | 4 | 1 |
| 11    | Milieu    | Özil           | 12 | 6  | 6  | 1  | 0 | 0 | 0 |
| 13    | Défenseur | Tošić          | 12 | 12 | 0  | 0  | 2 | 4 | 0 |
| 14    | Attaquant | / Hunt         | 13 | 6  | 7  | 1  | 6 | 4 | 0 |
| 15    | Défenseur | / Owomoyela    | 9  | 4  | 5  | 0  | 0 | 0 | 0 |
| 16    | Milieu    | Andreasen      | 10 | 3  | 7  | 2  | 2 | 1 | 1 |
| 17    | Attaquant | Klasnić        | 16 | 9  | 7  | 7  | 2 | 0 | 0 |
| 18    | Attaquant | Sanogo         | 21 | 17 | 4  | 9  | 3 | 2 | 0 |
| 19    | Milieu    | Carlos Alberto | 2  | 0  | 2  | 0  | 0 | 0 | 0 |
| 20    | Milieu    | Jensen         | 27 | 27 | 0  | 2  | 7 | 8 | 0 |
| 22    | Milieu    | Frings         | 11 | 11 | 0  | 1  | 2 | 5 | 0 |
| 23    | Attaquant | Almeida        | 23 | 18 | 5  | 11 | 1 | 4 | 1 |
| 24    | Milieu    | / Borowski     | 21 | 20 | 1  | 2  | 3 | 7 | 0 |
| 25    | Milieu    | Niemeyer       | 3  | 1  | 2  | 1  | 0 | 0 | 0 |
| 27    | Attaquant | Mosquera       | 3  | 0  | 3  | 1  | 0 | 0 | 0 |
| 28    | Attaquant | Schindler      | 4  | 0  | 4  | 0  | 0 | 0 | 0 |
| 29    | Défenseur | Mertesacker    | 32 | 32 | 0  | 1  | 1 | 3 | 0 |
| 31    | Milieu    | Artmann        | 0  | 0  | 0  | 0  | 0 | 0 | 0 |
| 33    | Gardien   | Vander         | 3  | 3  | 0  | 0  | 0 | 0 | 0 |
| 34    | Attaquant | Harnik         | 9  | 3  | 6  | 1  | 0 | 0 | 0 |
| 36    | Milieu    | Kruse          | 1  | 0  | 0  | 0  | 1 | 0 | 0 |
| 38    | Milieu    | / Bischoff     | 0  | 0  | 0  | 0  | 0 | 0 | 0 |
| 40    | Gardien   | Pellatz        | 0  | 0  | 0  | 0  | 0 | 0 | 0 |
| [ 4 ] | Défenseur | Schulz         | 3  | 3  | 0  | 0  | 1 | 1 | 0 |

## Bundesliga
| 1re journée 11 août 2007 | VfL Bochum                | 2–2 | Werder Brême                 | 15:30 - Ruhrstadion, Bochum                   |                                               |
|                          | Sestak 47e · Bechmann 49e |     | Diego 39e (pen) · Sanogo 45e | Spectateurs : 29 037 Arbitrage : Knut Kircher | Spectateurs : 29 037 Arbitrage : Knut Kircher |
|                          | Rapport                   |     |                              | Spectateurs : 29 037 Arbitrage : Knut Kircher | Spectateurs : 29 037 Arbitrage : Knut Kircher |

| 2e journée 18 août 2007 | Werder Brême | 0–4 | Bayern Munich                                         | 15:30 - Weserstadion, Brême                  |                                              |
|                         |              |     | Ribéry 31e (pen) · Toni 51e · Altıntop 79e · Ottl 87e | Spectateurs : 42 100 Arbitrage : Markus Merk | Spectateurs : 42 100 Arbitrage : Markus Merk |
|                         | Rapport      |     |                                                       | Spectateurs : 42 100 Arbitrage : Markus Merk | Spectateurs : 42 100 Arbitrage : Markus Merk |

| 3e journée 25 août 2007 | FC Nuremberg | 0–1 | Werder Brême | 15:30 - EasyCredit-Stadion, Nuremberg          |                                                |
|                         |              |     | Harnik 69e   | Spectateurs : 45 200 Arbitrage : Florian Meyer | Spectateurs : 45 200 Arbitrage : Florian Meyer |
|                         | Rapport      |     |              | Spectateurs : 45 200 Arbitrage : Florian Meyer | Spectateurs : 45 200 Arbitrage : Florian Meyer |

| 4e journée 1er septembre 2007 | Werder Brême             | 2–1 | Eintracht Francfort | 15:30 - Weserstadion, Brême                     |                                                 |
|                               | Sanogo 35e · Pasanen 79e |     | Thurk 85e           | Spectateurs : 40 983 Arbitrage : Herbert Fandel | Spectateurs : 40 983 Arbitrage : Herbert Fandel |
|                               | Rapport                  |     |                     | Spectateurs : 40 983 Arbitrage : Herbert Fandel | Spectateurs : 40 983 Arbitrage : Herbert Fandel |

| 5e journée 14 septembre 2007 | Borussia Dortmund                       | 3–0 | Werder Brême  | 20:30 - Signal Iduna Park, Dortmund           |                                               |
|                              | Petric 22e · Klimowicz 29e · Petric 33e |     | Andreasen 80e | Spectateurs : 79 030 Arbitrage : Peter Sippel | Spectateurs : 79 030 Arbitrage : Peter Sippel |
|                              | Rapport                                 |     |               | Spectateurs : 79 030 Arbitrage : Peter Sippel | Spectateurs : 79 030 Arbitrage : Peter Sippel |

| 6e journée 22 septembre 2007 | Werder Brême                           | 4–1 | VfB Stuttgart | 15:30 - Weserstadion, Brême                     |                                                 |
|                              | Almeida 3e 4e · Sanogo 15e · Diego 89e |     | Gómez 13e     | Spectateurs : 38 282 Arbitrage : Wolfgang Stark | Spectateurs : 38 282 Arbitrage : Wolfgang Stark |
|                              | Rapport                                |     |               | Spectateurs : 38 282 Arbitrage : Wolfgang Stark | Spectateurs : 38 282 Arbitrage : Wolfgang Stark |

| 7e journée 25 septembre 2007 | VfL Wolfsbourg | 1–1 | Werder Brême | 20:00 - Volkswagen-Arena, Wolfsbourg          |                                               |
|                              | Josué 66e      |     | Diego 48e    | Spectateurs : 25 533 Arbitrage : Manuel Gräfe | Spectateurs : 25 533 Arbitrage : Manuel Gräfe |
|                              | Rapport        |     |              | Spectateurs : 25 533 Arbitrage : Manuel Gräfe | Spectateurs : 25 533 Arbitrage : Manuel Gräfe |

| 8e journée 29 septembre 2007 | Werder Brême                                                                              | 8–1 | Arminia Bielefeld | 15:30 - Weserstadion, Brême                  |                                              |
|                              | Niemeyer 17e · Almeida 35e · Sanogo 41e 44e · Mertesacker 60e · Rosenberg 66e · Diego 86e |     | Wichniarek 37e    | Spectateurs : 40 120 Arbitrage : Markus Merk | Spectateurs : 40 120 Arbitrage : Markus Merk |
|                              | Rapport                                                                                   |     |                   | Spectateurs : 40 120 Arbitrage : Markus Merk | Spectateurs : 40 120 Arbitrage : Markus Merk |

| 9e journée 6 octobre 2007 | MSV Duisbourg                                | 1–3 | Werder Brême                           | 15:30 - MSV Arena, Duisbourg                       |                                                    |
|                           | Aílton 15e · Caceres 52e, 54e · Georgiev 75e |     | Jensen 7e · Sanogo 56e · Andreasen 88e | Spectateurs : 31 006 Arbitrage : Thorsten Kinhöfer | Spectateurs : 31 006 Arbitrage : Thorsten Kinhöfer |
|                           | Rapport                                      |     |                                        | Spectateurs : 31 006 Arbitrage : Thorsten Kinhöfer | Spectateurs : 31 006 Arbitrage : Thorsten Kinhöfer |

| 10e journée 20 octobre 2007 | Werder Brême                                | 3–2 | Hertha BSC Berlin            | 15:30 - Weserstadion, Brême                  |                                              |
|                             | Almeida 57e · Rosenberg 62e · Andreasen 74e |     | Gilberto 61e · Okoronkwo 90e | Spectateurs : 40 278 Arbitrage : Günter Perl | Spectateurs : 40 278 Arbitrage : Günter Perl |
|                             | Rapport                                     |     |                              | Spectateurs : 40 278 Arbitrage : Günter Perl | Spectateurs : 40 278 Arbitrage : Günter Perl |

| 11e journée 27 octobre 2007 | Schalke 04      | 1–1 | Werder Brême | 15:30 - Veltins-Arena, Schalke                  |                                                 |
|                             | Grossmüller 14e |     | Naldo 34e    | Spectateurs : 61 482 Arbitrage : Herbert Fandel | Spectateurs : 61 482 Arbitrage : Herbert Fandel |
|                             | Rapport         |     |              | Spectateurs : 61 482 Arbitrage : Herbert Fandel | Spectateurs : 61 482 Arbitrage : Herbert Fandel |

| 12e journée 3 novembre 2007 | Werder Brême | 1–0 | FC Hansa Rostock | 15:30 - Weserstadion, Brême                   |                                               |
|                             | Almeida 39e  |     |                  | Spectateurs : 41 738 Arbitrage : Marc Seemann | Spectateurs : 41 738 Arbitrage : Marc Seemann |
|                             | Rapport      |     |                  | Spectateurs : 41 738 Arbitrage : Marc Seemann | Spectateurs : 41 738 Arbitrage : Marc Seemann |

| 13e journée 11 novembre 2007 | Werder Brême                            | 4–0 | Karlsruher SC | 15:30 - Weserstadion, Brême                       |                                                   |
|                              | Diego 24e 44e · Almeida 64e · Naldo 74e |     |               | Spectateurs : 39 669 Arbitrage : Helmut Fleischer | Spectateurs : 39 669 Arbitrage : Helmut Fleischer |
|                              | Rapport                                 |     |               | Spectateurs : 39 669 Arbitrage : Helmut Fleischer | Spectateurs : 39 669 Arbitrage : Helmut Fleischer |

| 14e journée 24 novembre 2007 | Energie Cottbus | 0–2 | Werder Brême                   | 15:30 - Freundschaft, Cottbus                 |                                               |
|                              |                 |     | Diego 63e (pen) · Mosquera 83e | Spectateurs : 14 586 Arbitrage : Manuel Gräfe | Spectateurs : 14 586 Arbitrage : Manuel Gräfe |
|                              | Rapport         |     |                                | Spectateurs : 14 586 Arbitrage : Manuel Gräfe | Spectateurs : 14 586 Arbitrage : Manuel Gräfe |

| 15e journée 1er décembre 2007 | Werder Brême             | 2–1 | Hambourg SV       | 15:30 - Weserstadion, Brême                     |                                                 |
|                               | Sanogo 15e · Pasanen 63e |     | van der Vaart 61e | Spectateurs : 42 100 Arbitrage : Herbert Fandel | Spectateurs : 42 100 Arbitrage : Herbert Fandel |
|                               | Rapport                  |     |                   | Spectateurs : 42 100 Arbitrage : Herbert Fandel | Spectateurs : 42 100 Arbitrage : Herbert Fandel |

| 16e journée 8 décembre 2007 | Hanovre 96                            | 4–3 | Werder Brême                                     | 15:30 - AWD-Arena, Hanovre                      |                                                 |
|                             | Hanke 11e 20e 76e · Baumann 19e (csc) |     | Rosenberg 9e 53e · Diego 40e (pen) · Almeida 90e | Spectateurs : 49 000 Arbitrage : Wolfgang Stark | Spectateurs : 49 000 Arbitrage : Wolfgang Stark |
|                             | Rapport                               |     |                                                  | Spectateurs : 49 000 Arbitrage : Wolfgang Stark | Spectateurs : 49 000 Arbitrage : Wolfgang Stark |

| 17e journée 15 décembre 2007 | Werder Brême                                            | 5–2 | Bayer Leverkusen           | 15:30 - Weserstadion, Brême                   |                                               |
|                              | Klasnić 30e 63e · Diego 50e · Fritz 57e · Rosenberg 69e |     | Barnetta 6e · Kießling 77e | Spectateurs : 39 308 Arbitrage : Knut Kircher | Spectateurs : 39 308 Arbitrage : Knut Kircher |
|                              | Rapport                                                 |     |                            | Spectateurs : 39 308 Arbitrage : Knut Kircher | Spectateurs : 39 308 Arbitrage : Knut Kircher |

| 18e journée 3 février 2008 | Werder Brême           | 1–2 | VfL Bochum           | 17:00 - Weserstadion, Brême                     |                                                 |
|                            | Jensen 44e · Naldo 70e |     | Auer 67e · Yahia 84e | Spectateurs : 37 149 Arbitrage : Michael Weiner | Spectateurs : 37 149 Arbitrage : Michael Weiner |
|                            | Rapport                |     |                      | Spectateurs : 37 149 Arbitrage : Michael Weiner | Spectateurs : 37 149 Arbitrage : Michael Weiner |

| 19e journée 10 février 2008 | Bayern Munich  | 1–1 | Werder Brême | 17:00 - Allianz Arena, Munich                      |                                                    |
|                             | Zé Roberto 32e |     | Diego 6e     | Spectateurs : 69 000 Arbitrage : Thorsten Kinhofer | Spectateurs : 69 000 Arbitrage : Thorsten Kinhofer |
|                             | Rapport        |     |              | Spectateurs : 69 000 Arbitrage : Thorsten Kinhofer | Spectateurs : 69 000 Arbitrage : Thorsten Kinhofer |

| 20e journée 15 - 17 février 2008 | Werder Brême                | 2–0 | FC Nuremberg    | 15:30 - Weserstadion, Brême                    |                                                |
|                                  | Rosenberg 29e · Klasnić 81e |     | Saenko 17e, 19e | Spectateurs : 37 073 Arbitrage : Florian Meyer | Spectateurs : 37 073 Arbitrage : Florian Meyer |
|                                  | Rapport                     |     |                 | Spectateurs : 37 073 Arbitrage : Florian Meyer | Spectateurs : 37 073 Arbitrage : Florian Meyer |

| 21e journée 23 février 2008 | Eintracht Francfort | 1–0 | Werder Brême | 15:30 - Commerzbank-Arena, Francfort              |                                                   |
|                             | Amanatidis 56e      |     | Diego 40e    | Spectateurs : 51 500 Arbitrage : Helmut Fleischer | Spectateurs : 51 500 Arbitrage : Helmut Fleischer |
|                             | Rapport             |     |              | Spectateurs : 51 500 Arbitrage : Helmut Fleischer | Spectateurs : 51 500 Arbitrage : Helmut Fleischer |

| 22e journée 1er mars 2008 | Werder Brême      | 2–0 | Borussia Dortmund | 15:30 - Weserstadion, Brême                  |                                              |
|                           | Rosenberg 44e 63e |     |                   | Spectateurs : 42 100 Arbitrage : Markus Merk | Spectateurs : 42 100 Arbitrage : Markus Merk |
|                           | Rapport           |     |                   | Spectateurs : 42 100 Arbitrage : Markus Merk | Spectateurs : 42 100 Arbitrage : Markus Merk |

| 23e journée 8 mars 2008 | VfB Stuttgart                                             | 6–3 | Werder Brême                                                | 15:30 - Gottlieb-Daimler-Stadion, Stuttgart     |                                                 |
|                         | Gómez 19e 43e 65e · Cacau 66e 87e · Mertesacker 83e (csc) |     | Almeida 8e · Boenisch 60e · Rosenberg 76e · Mertesacker 90e | Spectateurs : 55 800 Arbitrage : Herbert Fandel | Spectateurs : 55 800 Arbitrage : Herbert Fandel |
|                         | Rapport                                                   |     |                                                             | Spectateurs : 55 800 Arbitrage : Herbert Fandel | Spectateurs : 55 800 Arbitrage : Herbert Fandel |

| 24e journée 16 mars 2008 | Werder Brême | 0–1 | VfL Wolfsbourg | 17:00 - Weserstadion, Brême                  |                                              |
|                          |              |     | Grafite 50e    | Spectateurs : 39 831 Arbitrage : Lutz Wagner | Spectateurs : 39 831 Arbitrage : Lutz Wagner |
|                          | Rapport      |     |                | Spectateurs : 39 831 Arbitrage : Lutz Wagner | Spectateurs : 39 831 Arbitrage : Lutz Wagner |

| 25e journée 23 mars 2008 | Arminia Bielefeld | 1–1 | Werder Brême    | 17:00 - Schüco Arena, Bielefeld               |                                               |
|                          | Kirch 15e         |     | Diego 70e (pen) | Spectateurs : 25 800 Arbitrage : Knut Kircher | Spectateurs : 25 800 Arbitrage : Knut Kircher |
|                          | Rapport           |     |                 | Spectateurs : 25 800 Arbitrage : Knut Kircher | Spectateurs : 25 800 Arbitrage : Knut Kircher |

| 26e journée 29 mars 2008 | Werder Brême | 1–2 | MSV Duisbourg           | 15:30 - Weserstadion, Brême                     |                                                 |
|                          | Diego 58e    |     | Grlić 32e · Ishiaku 42e | Spectateurs : 39 615 Arbitrage : Markus Schmidt | Spectateurs : 39 615 Arbitrage : Markus Schmidt |
|                          | Rapport      |     |                         | Spectateurs : 39 615 Arbitrage : Markus Schmidt | Spectateurs : 39 615 Arbitrage : Markus Schmidt |

| 27e journée 5 avril 2008 | Hertha BSC Berlin | 1–2 | Werder Brême                 | 15:30 - Olympiastadion, Berlin                 |                                                |
|                          | Lima 10e          |     | Rosenberg 1re · Borowski 72e | Spectateurs : 59 728 Arbitrage : Florian Meyer | Spectateurs : 59 728 Arbitrage : Florian Meyer |
|                          | Rapport           |     |                              | Spectateurs : 59 728 Arbitrage : Florian Meyer | Spectateurs : 59 728 Arbitrage : Florian Meyer |

| 28e journée 12 avril 2008 | Werder Brême                                               | 5–1 | Schalke 04  | 15:30 - Weserstadion, Brême                   |                                               |
|                           | Baumann 19e · Sanogo 33e · Rosenberg 57e · Klasnić 76e 89e |     | Kuranyi 42e | Spectateurs : 42 100 Arbitrage : Manuel Gräfe | Spectateurs : 42 100 Arbitrage : Manuel Gräfe |
|                           | Rapport                                                    |     |             | Spectateurs : 42 100 Arbitrage : Manuel Gräfe | Spectateurs : 42 100 Arbitrage : Manuel Gräfe |

| 29e journée 15 avril 2008 | FC Hansa Rostock | 1–2 | Werder Brême             | 20:00 - DKB-Arena, Rostock                    |                                               |
|                           | Hähnge 76e       |     | Frings 57e · Klasnić 82e | Spectateurs : 22 000 Arbitrage : Jochen Drees | Spectateurs : 22 000 Arbitrage : Jochen Drees |
|                           | Rapport          |     |                          | Spectateurs : 22 000 Arbitrage : Jochen Drees | Spectateurs : 22 000 Arbitrage : Jochen Drees |

| 30e journée 26 avril 2008 | Karlsruher SC                | 3–3 | Werder Brême                      | 15:30 - Wildparkstadion, Karlsruhe            |                                               |
|                           | Freis 15e 58e · Kapllani 66e |     | Diego 23e · Özil 30e · Sanogo 86e | Spectateurs : 29 700 Arbitrage : Marc Seemann | Spectateurs : 29 700 Arbitrage : Marc Seemann |
|                           | Rapport                      |     |                                   | Spectateurs : 29 700 Arbitrage : Marc Seemann | Spectateurs : 29 700 Arbitrage : Marc Seemann |

| 31e journée 3 mai 2008 | Werder Brême                | 2–0 | Energie Cottbus | 15:30 - Weserstadion, Brême                       |                                                   |
|                        | Rosenberg 67e · Almeida 79e |     |                 | Spectateurs : 39 000 Arbitrage : Helmut Fleischer | Spectateurs : 39 000 Arbitrage : Helmut Fleischer |
|                        | Rapport                     |     |                 | Spectateurs : 39 000 Arbitrage : Helmut Fleischer | Spectateurs : 39 000 Arbitrage : Helmut Fleischer |

| 32e journée 7 mai 2008 | Hambourg SV | 0–1 | Werder Brême                            | 20:00 - HSH Nordbank Arena, Hambourg         |                                              |
|                        |             |     | Almeida 49e · Baumann 57e · Vranješ 90e | Spectateurs : 57 000 Arbitrage : Lutz Wagner | Spectateurs : 57 000 Arbitrage : Lutz Wagner |
|                        | Rapport     |     |                                         | Spectateurs : 57 000 Arbitrage : Lutz Wagner | Spectateurs : 57 000 Arbitrage : Lutz Wagner |

| 33e journée 10 mai 2008 | Werder Brême                                                                    | 6–1 | Hanovre 96 | 15:30 - Weserstadion, Brême                   |                                               |
|                         | Almeida 13e · Naldo 26e · Borowski 73e · Klasnić 80e · Rosenberg 82e · Hunt 87e |     | Huszti 89e | Spectateurs : 42 100 Arbitrage : Knut Kircher | Spectateurs : 42 100 Arbitrage : Knut Kircher |
|                         | Rapport                                                                         |     |            | Spectateurs : 42 100 Arbitrage : Knut Kircher | Spectateurs : 42 100 Arbitrage : Knut Kircher |

| 34e journée 17 mai 2008 | Bayer Leverkusen | 0–1 | Werder Brême  | 15:30 - BayArena, Leverkusen                     |                                                  |
|                         |                  |     | Rosenberg 80e | Spectateurs : 22 500 Arbitrage : Michael Kempter | Spectateurs : 22 500 Arbitrage : Michael Kempter |
|                         | Rapport          |     |               | Spectateurs : 22 500 Arbitrage : Michael Kempter | Spectateurs : 22 500 Arbitrage : Michael Kempter |

### Classement
| Pl. | Club           | J  | V  | N  | P  | BP | BC | Diff. | Pts | Qualification                         |
| --- | -------------- | -- | -- | -- | -- | -- | -- | ----- | --- | ------------------------------------- |
| 1   | Bayern Munich  | 34 | 22 | 10 | 2  | 68 | 21 | +47   | 76  | Ligue des champions, Phase de groupes |
| 2   | Werder Brême   | 34 | 20 | 6  | 8  | 75 | 45 | +30   | 66  | Ligue des champions, Phase de groupes |
| 3   | Schalke 04     | 34 | 18 | 10 | 6  | 54 | 32 | +22   | 64  | Ligue des champions, 3e tour          |
| 4   | Hambourg SV    | 34 | 14 | 12 | 8  | 47 | 26 | +21   | 54  | Coupe UEFA                            |
| 5   | VfL Wolfsbourg | 34 | 15 | 9  | 10 | 58 | 46 | +12   | 54  | Coupe UEFA                            |

Meilleur buteur : Rosenberg (14 buts)
Affluence moyenne : 40 267 (9e position, 684 546 au total, 95,06 % de remplissage)

## Coupe d'Allemagne
| Premier tour 4 août 2007 | Eintracht Braunschweig | 0–1 | Werder Brême                 | : - Hamburger Strasse, Brunswick              |                                               |
|                          |                        |     | Mertesacker 47e · Sanogo 90e | Spectateurs : 22 500 Arbitrage : Manuel Gräfe | Spectateurs : 22 500 Arbitrage : Manuel Gräfe |
|                          | Rapport                |     |                              | Spectateurs : 22 500 Arbitrage : Manuel Gräfe | Spectateurs : 22 500 Arbitrage : Manuel Gräfe |

| Second tour 31 octobre 2007 | Brême                                                     | 4–0 | MSV Duisbourg | 19:00 - Weserstadion, Brême                   |                                               |
|                             | Borowski 59e · Almeida 68e · Rosenberg 79e · Mosquera 87e |     |               | Spectateurs : 24 279 Arbitrage : Babak Rafati | Spectateurs : 24 279 Arbitrage : Babak Rafati |
|                             | Rapport                                                   |     |               | Spectateurs : 24 279 Arbitrage : Babak Rafati | Spectateurs : 24 279 Arbitrage : Babak Rafati |

| Huitièmes de finale 29 janvier 2008 | Borussia Dortmund            | 2–1 | Werder Brême    | 20:30 - Signal Iduna Park, Dortmund             |                                                 |
|                                     | Federico 17e · Klimowicz 79e |     | Diego 82e (pen) | Spectateurs : 68 000 Arbitrage : Herbert Fandel | Spectateurs : 68 000 Arbitrage : Herbert Fandel |
|                                     | Rapport                      |     |                 | Spectateurs : 68 000 Arbitrage : Herbert Fandel | Spectateurs : 68 000 Arbitrage : Herbert Fandel |

## Coupe d'Europe C1
| 3e tour, Aller 15 août 2007 | Werder Brême             | 2–1 | Dinamo Zagreb | 20:30 - Weserstadion, Brême                               |                                                           |
|                             | Almeida 46e · Jensen 85e |     | Balaban 45+1e | Spectateurs : 26 136 Arbitrage : Alberto Undiano Mallenco | Spectateurs : 26 136 Arbitrage : Alberto Undiano Mallenco |
|                             | Rapport                  |     |               | Spectateurs : 26 136 Arbitrage : Alberto Undiano Mallenco | Spectateurs : 26 136 Arbitrage : Alberto Undiano Mallenco |

| 3e tour, Retour 29 août 2007 | Dinamo Zagreb                    | 2–3 | Werder Brême                           | 20:30 - Maksimir, Zagreb                     |                                              |
|                              | Vukojević 21e · Modrić 40e (pen) |     | Diego 13e (pen) 70e (pen) · Sanogo 38e | Spectateurs : 22 500 Arbitrage : Terje Hauge | Spectateurs : 22 500 Arbitrage : Terje Hauge |
|                              | Rapport                          |     |                                        | Spectateurs : 22 500 Arbitrage : Terje Hauge | Spectateurs : 22 500 Arbitrage : Terje Hauge |

| Phase de groupe, Match 1 18 septembre 2007 | Real Madrid                   | 2–1 | Werder Brême | 20:45 - Stade Santiago Bernabéu, Madrid      |                                              |
|                                            | Raúl 16e · van Nistelrooy 74e |     | Sanogo 17e   | Spectateurs : 63 500 Arbitrage : Howard Webb | Spectateurs : 63 500 Arbitrage : Howard Webb |
|                                            | Rapport                       |     |              | Spectateurs : 63 500 Arbitrage : Howard Webb | Spectateurs : 63 500 Arbitrage : Howard Webb |

| Phase de groupe, Match 2 3 octobre 2007 | Werder Brême | 1–3 | Olympiakos                                       | 20:45 Weserstadion, Brême                        |                                                  |
|                                         | Almeida 32e  |     | Stoltídis 73e · Patsatzóglou 82e · Kovačević 87e | Spectateurs : 37 500 Arbitrage : Claus Bo Larsen | Spectateurs : 37 500 Arbitrage : Claus Bo Larsen |
|                                         | Rapport      |     |                                                  | Spectateurs : 37 500 Arbitrage : Claus Bo Larsen | Spectateurs : 37 500 Arbitrage : Claus Bo Larsen |

| Phase de groupe, Match 3 24 octobre 2007 | Werder Brême             | 2–1 | Lazio Rome     | 20:45 Weserstadion, Brême                             |                                                       |
|                                          | Sanogo 28e · Almeida 54e |     | Manfredini 80e | Spectateurs : 36 587 Arbitrage : Benquerença Olegário | Spectateurs : 36 587 Arbitrage : Benquerença Olegário |
|                                          | Rapport                  |     |                | Spectateurs : 36 587 Arbitrage : Benquerença Olegário | Spectateurs : 36 587 Arbitrage : Benquerença Olegário |

| Phase de groupe, Match 4 6 novembre 2007 | Lazio Rome                    | 2–1 | Werder Brême    | 20:45 - Stadio Olimpico, Rome               |                                             |
|                                          | Rocchi 55e, 66e · Cribari 83e |     | Diego 88e (pen) | Spectateurs : 28 236 Arbitrage : Ivan Bebek | Spectateurs : 28 236 Arbitrage : Ivan Bebek |
|                                          | Rapport                       |     |                 | Spectateurs : 28 236 Arbitrage : Ivan Bebek | Spectateurs : 28 236 Arbitrage : Ivan Bebek |

| Phase de groupe, Match 5 28 novembre 2007 | Werder Brême                         | 3–2 | Real Madrid                      | 20:45 Weserstadion, Brême                    |                                              |
|                                           | Rosenberg 5e · Sanogo 40e · Hunt 58e |     | Robinho 14e · van Nistelrooy 71e | Spectateurs : 36 350 Arbitrage : Pieter Vink | Spectateurs : 36 350 Arbitrage : Pieter Vink |
|                                           | Rapport                              |     |                                  | Spectateurs : 36 350 Arbitrage : Pieter Vink | Spectateurs : 36 350 Arbitrage : Pieter Vink |

| Phase de groupe, Match 6 11 décembre 2007 | Olympiakos                        | 3–0 | Werder Brême | 20:45 - Stade Karaiskaki, Athènes                |                                                  |
|                                           | Stoltídis 12e 74e · Kovačević 70e |     |              | Spectateurs : 33 500 Arbitrage : Laurent Duhamel | Spectateurs : 33 500 Arbitrage : Laurent Duhamel |
|                                           | Rapport                           |     |              | Spectateurs : 33 500 Arbitrage : Laurent Duhamel | Spectateurs : 33 500 Arbitrage : Laurent Duhamel |

### Classement
| Pl. | Club         | J | V | N | P | BP | BC | Diff. | Pts |
| --- | ------------ | - | - | - | - | -- | -- | ----- | --- |
| 1   | Real Madrid  | 6 | 3 | 2 | 1 | 13 | 9  | +4    | 11  |
| 2   | Olympiakos   | 6 | 3 | 2 | 1 | 11 | 7  | +4    | 11  |
| 3   | Werder Brême | 6 | 2 | 0 | 4 | 8  | 13 | -5    | 6   |
| 4   | Lazio Rome   | 6 | 1 | 2 | 3 | 8  | 11 | -3    | 5   |

Le Werder est donc déversé en Coupe UEFA

## Coupe d'Europe C3
| Seizièmes de finale, Aller 13 février 2008 | Werder Brême                                | 3–0 | Sporting Braga | 20:30 - Weserstadion, Brême                          |                                                      |
|                                            | Naldo 4e · Jensen 27e · Almeida 90+4e (pen) |     |                | Spectateurs : 25 690 Arbitrage : Georgios Kasnaferis | Spectateurs : 25 690 Arbitrage : Georgios Kasnaferis |
|                                            | Rapport                                     |     |                | Spectateurs : 25 690 Arbitrage : Georgios Kasnaferis | Spectateurs : 25 690 Arbitrage : Georgios Kasnaferis |

| Seizièmes de finale, Retour 21 février 2008 | Sporting Braga | 0–1 | Werder Brême | 21:30 - Estádio Municipal, Braga                |                                                 |
|                                             |                |     | Klasnić 78e  | Spectateurs : 15 000 Arbitrage : Serge Gumienny | Spectateurs : 15 000 Arbitrage : Serge Gumienny |
|                                             | Rapport        |     |              | Spectateurs : 15 000 Arbitrage : Serge Gumienny | Spectateurs : 15 000 Arbitrage : Serge Gumienny |

| Huitièmes de finale, Aller 6 mars 2008 | Glasgow Rangers        | 2–0 | Werder Brême | 21:00 - Ibrox Stadium, Glasgow               |                                              |
|                                        | Cousin 45e · Davis 48e |     |              | Spectateurs : 51 082 Arbitrage : Alain Hamer | Spectateurs : 51 082 Arbitrage : Alain Hamer |
|                                        | Rapport                |     |              | Spectateurs : 51 082 Arbitrage : Alain Hamer | Spectateurs : 51 082 Arbitrage : Alain Hamer |

| Huitièmes de finale, Retour 13 mars 2008 | Werder Brême | 1–0 | Glasgow Rangers | 20:30 - Weserstadion, Brême                     |                                                 |
|                                          | Diego 58e    |     |                 | Spectateurs : 33 660 Arbitrage : Martin Hansson | Spectateurs : 33 660 Arbitrage : Martin Hansson |
|                                          | Rapport      |     |                 | Spectateurs : 33 660 Arbitrage : Martin Hansson | Spectateurs : 33 660 Arbitrage : Martin Hansson |

Le Werder est éliminé de la Coupe UEFA.